# Chica Bomb

Chica Bomb

Chica Bomb este un cântec al lui Dan Bălan lansat în 2010. A fost înregistrat în Statele Unite și este însoțit de un videoclip regizat de Hype Williams.
În aprilie 2010, este prezentat oficial noul single "Chica Bomb". La înregistrarea piesei a participat și solista americană Katie DiCicco și faimosul DJ italian Andrea Bertolini. "Chica Bomb" devine în scurt timp hit incontestabil și se plasează în top 10 în chart-urile mai multor țări europene, printre care Marea Britanie (locul 7 în UK Dance Chart), Germania, Danemarca, Austria și România (locul 2). În Rusia și Grecia, piesa ajunge pe prima poziție.
Piesa s-a bucurat de aprecierea mai multor critici de specialitate. Nick Levine, critic muzical la revista britanică Digital Spy, caracterizează stilul muzical al peisei ca fiind "a sleek and reasonably sexy electro-house track with a nice bit of synthy bounce to it".
Clipul piesei a fost realizat de faimosul regizor american Hype Williams, cunoscut pentru colaborările sale cu Jay Z, Beyonce, Kanye West, Puff Daddy, Pharell Williams, Christina Aguilera, etc.
În Grecia, "Chica Bomb" a fost lansată în duet cu pop-starul elen, solista Eleni Foureira. Prezentarea oficială a versiunii elene a cântecului a avut loc în luna mai 2010, la Atena, în cadrul ceremoniei de decernare a premiilor Mad Video Music Awards.
În Germania, piesa a fost prezentată pentru prima oară în cadrul celui mai popular show de televiziune, Top of the Pops. Pe 11 iunie 2010, Dan Bălan participă, ca invitat special, la ceremonia anuală de decernare a premiilor acordate de industria muzicală din Rusia Muz-TV Awards, unde interpretează noul său single. În cadrul acestei ceremonii au mai participat, în calitate de invitați speciali, interpretele americane Anastacia și La Toya Jackson. La Toya a primit și un premiu special, pentru "O contribuție deosebită în industria muzicală mondială", decernat în memoria fratelui său, Michael Jackson.
1. ↑  „Dan Balan”, Wikipedia, 12 decembrie 2024, accesat în 29 mai 2025